# Zwartgrijze mierklauwier
De zwartgrijze mierklauwier (Thamnophilus nigrocinereus) is een zangvogel uit de familie Thamnophilidae (miervogels).

## Verspreiding en leefgebied
Deze soort komt voor in het noorden van het Amazonegebied en telt vijf ondersoorten:
- T. n. cinereoniger: Colombia, Venezuela en noordwestelijk Brazilië.
- T. n. kulczynskii: Frans-Guyana en aangrenzend Brazilië.
- T. n. nigrocinereus: benedenloop van de Amazonerivier (noordoostelijk Brazilië).
- T. n. tschudii: westelijk-centraal Brazilië.
- T. n. huberi: oostelijk-centraal Brazilië.

## Status
De grootte van de populatie is niet gekwantificeerd maar de soort wordt omschreven als vrij algemeen. Op de Rode lijst van de IUCN heeft deze soort de status niet bedreigd.